# Germaine Laugier
Pour les articles homonymes, voir Laugier.
Berthe Germaine Laugier, née le 30 juillet 1902 à Louveciennes (Yvelines) et morte le 2 octobre 1982 à Paris 16e, est une actrice française.

## Biographie
Actrice de théâtre principalement, Germaine Laugier joue à huit ans au Théâtre de la Renaissance à Paris, en mars 1911, dans La Gamine de Pierre Veber et Henry de Gorsse (avec Paul Capellani). Adulte, elle se produit souvent sur les scènes parisiennes, notamment à la Comédie-Française (ex. : Les Fâcheux de Molière en 1921, avec Georges Berr et Fernand Ledoux), au Théâtre de l'Odéon (ex. : Le Mariage de Figaro de Beaumarchais en 1924, avec Lucien Dubosq dans le rôle-titre, ainsi que Patrie ! de Victorien Sardou en 1936, avec Paul Amiot), ou encore au Théâtre de l'Atelier (Henri IV de Luigi Pirandello en 1951, avec François Chaumette dans le rôle-titre).
En dehors de la capitale, elle joue entre autres plusieurs fois au Théâtre des Célestins à Lyon : citons Désiré de Sacha Guitry en 1949 (avec Jean Tissier dans le rôle-titre) et Le Voyageur sans bagage de Jean Anouilh en 1953 (avec Jacques Dumesnil).
Accaparée par sa carrière sur les planches, elle apparaît au cinéma dans seulement sept films français, le premier étant le documentaire muet Molière, sa vie, son œuvre de Jacques de Féraudy (1922, où elle tient son propre rôle, aux côtés de plusieurs collègues de la Comédie-Française). Son unique film muet de fiction est La Valse de l'adieu d'Henry Roussel (1928, avec Pierre Blanchar personnifiant Frédéric Chopin, elle-même interprétant George Sand).
Suivent cinq films parlants, depuis Le Bossu de René Sti (1934, avec Robert Vidalin et Jacques Varennes) jusqu'à Le Destin fabuleux de Désirée Clary de Sacha Guitry (1942, avec Jean-Louis Barrault et Jacques Varennes), en passant par la coproduction franco-allemande La Chanson du souvenir de Detlef Sierck et Serge de Poligny (1937, avec Marta Eggerth et Colette Darfeuil).
Germaine Laugier meurt à Paris en 1982, à 80 ans.

## Filmographie complète
- 1922 : Molière, sa vie, son œuvre de Jacques de Féraudy (documentaire) : elle-même
- 1928 : La Valse de l'adieu d'Henry Roussel : George Sand
- 1934 : Le Bossu de René Sti : la princesse de Gonzague
- 1937 : La Chanson du souvenir de Detlef Sierck et Serge de Poligny (film franco-allemand) : la comtesse
- 1938 : Quatre Heures du matin de Fernand Rivers : Mme Durand
- 1942 : Dernière Aventure de Robert Péguy : Colette
- 1942 : Le Destin fabuleux de Désirée Clary de Sacha Guitry : Mme Clary

## Théâtre (sélection)

### À Paris
- 1911 : La Gamine de Pierre Veber et Henry de Gorsse (Théâtre de la Renaissance) : Nancy Vallier
- 1920 : Barberine d'Alfred de Musset, mise en scène d'Émile Fabre (Comédie-Française) : une dame d'honneur
- 1921 : Le Sicilien ou l'Amour peintre, comédie-ballet de Molière (musique de Jean-Baptiste Lully), mise en scène de Georges Berr (Comédie-Française)
- 1921 : Un ennemi du peuple d'Henrik Ibsen (Comédie-Française) : une bourgeoise
- 1921 : Circé d'Alfred Poizat (Comédie-Française) : le 2e satyre
- 1921 : Les Fâcheux, comédie-ballet de Molière (musique de Jean-Baptiste Lully et Pierre Beauchamp) (Comédie-Française) : une marchande de modes
- 1921 : Monsieur de Pourceaugnac, comédie-ballet de Molière (musique de Jean-Baptiste Lully) (Comédie-Française) : une femme
- 1922 : La Comtesse d'Escarbagnas de Molière (Comédie-Française)
- 1922 : Le Paon de Francis de Croisset (Comédie-Française)
- 1922 : Marion de Lorme de Victor Hugo (Comédie-Française)
- 1923 : Électre de Sophocle, adaptation d'Alfred Poizat (Comédie-Française)
- 1924 : Le Mariage de Figaro ou la Folle Journée de Beaumarchais (Théâtre de l'Odéon) : Suzanne
- 1924 : L'Homme qui n'est plus de ce monde de Lucien Besnard (Théâtre de l'Odéon) : Antoinette Gerbault
- 1924 : Ysabeau de Paul Fort, mise en scène de Firmin Gémier (Théâtre de l'Odéon) : rôle-titre
- 1925 : Par la force de Charles Hutchinson, adaptation de Charles Méré, Juliette Mylo et Henri de Weindel (Théâtre de l'Odéon) : Marie Lambert
- 1925 : Des yeux qui s'ouvrent de Karen Bramson (Théâtre de l'Odéon) : Sylvia
- 1926 : Parmi les loups de Georges-Gustave Toudouze, mise en scène de Firmin Gémier (Théâtre de l'Odéon) : Ketty McDonald
- 1928 : Chotard et Cie de Roger Ferdinand (Théâtre de l'Odéon) : Reine Collinet
- 1935 : Monsieur Beverley (The Barton Mystery) de William Hackett, adaptation de Georges Berr et Louis Verneuil (Théâtre Sarah-Bernhardt) : Ethel Standish
- 1936 : Patrie ! de Victorien Sardou (Théâtre de l'Odéon) : Dona Dolorès
- 1937 : Les Borgia, famille étrange d'André Josset, mise en scène de René Rocher (Théâtre du Vieux-Colombier) : Julia Farnèse
- 1941 : Dans sa candeur naïve de Jacques Deval (Théâtre Daunou)
- 1943 : Le Maître de son cœur de Paul Raynal (Théâtre du Gymnase) : Aline de Rèze
- 1951 : Henri IV de Luigi Pirandello, adaptation de Benjamin Crémieux, mise en scène d'André Barsacq (Théâtre de l'Atelier + reprise au Théâtre des Célestins de Lyon) : La marquise Mathilde Spina

### Autres lieux
- 1928 : L'Exaltation d'Édouard Schneider (Comédie de Genève) : Mère Marthe
- 1949 : Désiré de Sacha Guitry (Théâtre des Célestins de Lyon) : Odette Cléry
- 1953 : Le Voyageur sans bagage de Jean Anouilh, mise en scène de Georges Pitoëff (Théâtre des Célestins de Lyon) : Mme Renaud
- 1958 : Napoléon unique de Paul Raynal, mise en scène d'Henri Rollan (Théâtre des Célestins de Lyon) : Madame Mère